# Martial Singher
Martial Singher   (Auloron e Senta Maria, 14 d'agost de 1904 - Santa Barbara, 9 de març de 1990) va ser un cantant d'òpera baríton francès.
Inicialment cantant només com a hobby, va ser encoratjat pel llavors ministre d'educació francès Édouard Herriot per seguir cantant professionalment. Va actuar a l'Opéra National de Paris, la Royal Opera House, l'Òpera de Nova York, l'Òpera de San Francisco, l'Òpera de Chicago i el Metropolitan Opera House.
Va gravar un aclamat Méphistophelès sota Charles Munch en l'enregistrament [RCA] de La damnation de Faust de Berlioz (febrer de 1954) amb lOrquestra Simfònica de Boston, David Poleri com Faust i Suzanne Danco com Marguerite.
Més tard en la seva vida es va convertir en professor de música al Curtis Institute of Music de Música de Filadèlfia i al Conservatori de musique du Québec à Mont-real abans de traslladar-se a Santa Bàrbara i fer-se càrrec de l'Acadèmia de Música d'Occident. És conegut per influir en les carreres d'artistes com James King, Donald Gramm, Jeannine Altmeyer, Benita Valente, John Reardon, Louis Quilico, Jean-François Lapointe, Judith Blegen, Cynthia Hoffmann, i Thomas Moser. Singher també ha estat el professor de barítons de fama mundial com Thomas Hampson i Rodney Gilfry.
Va escriure un llibre útil per als vocalistes que aspiren a una carrera operística, An Interpretive Guide to Operatic Arias: A Handbook for Singers, Coaches, Teachers, and Students (1983).
Singher va morir a Santa Bàrbara. S'havia casat amb Margareta Busch, filla del director Fritz Busch, el 1940. Van tenir tres fills. Michel Singher, és un director internacional assolit.